# I’m Not Dead
I’m Not Dead (с англ. — «Я не мертва») — четвёртый студийный альбом американской певицы и автора песен Пинк, выпущенный 3 апреля 2006 года в мире и 4 апреля 2006 года в Северной Америке. Pink работала с продюсерами и авторами песен Билли Манном, Джошем Абрахамом, Максом Мартином, Dr. Luke, Бутчем Уолкером и Майком Элизондо. Содержание текстов песен — от личных до политических. В июле 2005 года клипы «’Cuz I Can», «U + Ur Hand», «Long Way to Happy», «Who Knew» и «Nobody Knows» просочились в интернет. Релиз альбома изначально был назначен на 20 сентября 2005 года. Только в США, Великобритании и Европе было продано свыше 5 миллионов копий альбома, согласно присужденным сертификатам.
В альбом входит семь синглов, включая «Stupid Girls», ставший синглом топ-5 в Великобритании и Австралии и синглом топ-20 в США. Второй сингл из альбома «Who Knew» стал синглом топ-10 в США, достигнув 9 строки. Третий сингл «U + Ur Hand» возбудил повышенный интерес к продажам I’m Not Dead в США.

## Об альбоме
Как поясняет сама певица,

«Это о том, как быть живой и решительной, и не сидеть заткнувшись, даже если людям этого хочется»
Оригинальный текст (англ.)It's about being alive and feisty and not sitting down and shutting up even though people would like you to.
— Pink, отвечая на вопрос о названии альбома
 Она пояснила, что это пришло от «пробуждения», и насколько «классно возродиться… Мне стукнуло 25, я проснулась и поняла, что мне настолько много нужно узнать, тогда как до этого я думала, что знаю все. Это составляет большую часть названия».
Пинк признавалась, что не ожидала глубокого эмоционального погружения в работу над альбомом, поскольку создание её предыдущего альбома Try This (2003) оказалось для неё «изнурительным». Однако благодаря таким соавторам, как Билли Манн, она была буквально «вынуждена быть почти эмоционально вовлечённой» в процесс. «Думаю, я просто оказалась в том моменте, когда почувствовала, что у меня есть что-то, чем я могу поделиться с миром, — сказала она. — Я чувствую дыру в себе, и знаю, как её заполнить, люди больше не скажут, что это халтура. Я чувствовала себя креативной, и снова эмоционально открытой, и это вышло просто великолепно». Согласно ей, она написала более 40 песен для альбома, «все о чём я могла бы мечтать».
Pink была вдохновлена написанием первого трека «Stupid Girls», в котором она сожалеет о нехватке хороших образцов для подражания для молодых девушек, в то время как подстрекает их культивировать независимость, после того, как заметила, что многие такие девчонки стремятся быть похожими на женских поп-икон, в частности, тех, чьи дома рядом с Лос-Анджелесом. «Мир питается определёнными вещами, а моя цель — предоставить выбор, — говорит Pink». Она заявила, что «Who Knew» о «гибели дружбы», а также о её друзьях, которые погибли в результате передозировки. Песня о нескольких людях.
Третья песня «Long Way to Happy» основана на стихотворении о сексуальном насилии, которое написала Pink в тринадцать лет. «Я знаю многих людей, которые были изнасилованы и/или растлены и/или оттраханы кем-то близким. И я не исключение. Об этом и песня, — сказала она». Баллада «Nobody Knows» описывает её чувства, которые у неё есть, но не может показать всему миру, и Pink назвала его самым ранимым треком в альбоме. «Dear Mr. President» — это открытое письмо тогдашнему президенту США Джорджу Бушу; формат песни о серии риторических вопросов Президенту, особенно касающихся того, что он реально думает о таких проблемах, как война, гомосексуальность, бездомность и наркомания.
Согласно Pink шестой заглавный трек «I’m Not Dead» — это её первая «искусно» и «поэтически» написанная песня ею самой: «Обычно в большинстве своем я пишу сатиричные и резкие песни. Я реально не понимаю дипломатию или тонкость». Песня была написана под вдохновением того, как Pink и продюсер Билли Манн думают о конце их совместной работы: «Нам было страшно расходиться по разным сторонам, после того, как это сильно изменило нас за короткое время, проведенное вместе, и как страшно меняться». В «'Cuz I Can» Pink говорит, что играет по своим правилам, гордясь своими цацками, контрастирующими с её антипотребительским содержанием песни "Stupid Girls. Ссылаясь на песню, она назвала себя «ходячим противоречием» и «лицемеркой временами» Эта тема вторится в «Leave Me Alone (I'm Lonely)», которая рассказывает о противоречивых отношениях; Pink сказала «Вот как я живу. Я ходячий конфликт». Она назвала песню "забавный выкрик «Я люблю тебя» … Я реально была в тисках… Но каждой девушке нужно пространство.
«U + Ur Hand», девятый трек, это решительная песня, адресованная парню, который пытается соблазнить Pink; она стала любимой фанатами до выпуска релиза альбома, когда он просочился в интернет. Pink сказала, что песня "Runaway о том, что «Было особенно трудно для [моих родителей] услышать от меня то, что я написала, о чём они никогда не знали… Моя мама сказала типа такого: „Ты действительно была так зла? Я реально не признавала очевидного? Я правда была такой плохой родительницей?“ — „Нет, мам, — ты была великолепна. Ты не пыталась задавить меня своей машиной. Я смирилась“. Но написав все это, и поделившись с миром, я порвала со многим этим». «The One That Got Away» — это том, как выразилась Pink: «Классическое „Это то самое? Или трава зеленее?“»
Pink описала тринадцатый трек «Conversations with My 13 Year Old Self» как «огромная сессионная терапия», которая адресована «злой, закомплексованной» молодой себе. Она рассказала о написании песни: «Мне нужны были объятия, и я получила их … сейчас. Если бы я попыталась обнять себя тринадцатилетнюю, она бы отодрала мне задницу, а потом бы свалилась от усталости и расплакалась». «Fingers» — о её видеозаписи мастурбации. Она сказала, что возможно, не нужно было добавлять песню о мастурбации, но она не могла не сделать этого. Последняя песня в альбоме скрытым треком «I Have Seen the Rain» была написана отцом Pink и при его участии, Джеймсом Т. Муром. Он написал её, когда был солдатом во Вьетнамской войне, но согласно Pink «это актуально и сегодня. Это крик солдата». Она всегда хотела записать с ним её, и научиться согласоваться с этим. Она рассказала об этой записи с ним: «Он так нервничал, это был самый восхитительный опыт для отца и дочки, который они разделили».

## Отзывы критиков и награды
| Оценки критиков      | Оценки критиков |
| Источник             | Оценка          |
| -------------------- | --------------- |
| Allmusic             | [ 17 ]          |
| About.com            | [ 18 ]          |
| Роберт Кристгау      | 5-              |
| Entertainment Weekly | 4+              |
| The Guardian         | [ 21 ]          |
| Los Angeles Times    | [ 22 ]          |
| New York Times       | Смешанные       |
| PopMatters           | 8/10            |
| Rolling Stone        | [ 25 ]          |
| Slant                | [ 26 ]          |
| FUZZ                 | [ 27 ]          |

Диск получил позитивные отзывы критиков, заработав в итоге 70/100 на Metacritic.
Pink получила награду от Glamour Magazine в 2006 году в категории «Международная Сольная Артистка Года», и в 2007 года она выиграла MTV Australia Video Music Award в категории «Лучшая Артистка» и Nickelodeon Kids' Choice Award (в Австралии) в категории «Любимый Международный исполнитель». В том же году, альбом выиграл в категории «Лучший Интернациональный Альбом» в Rockbjörnen Awards.

## Коммерческий успех
Альбом был распродан 126 000 копиями в первую неделю в США и дебютировал на шестой, наивысшей строчке Billboard 200, по сравнению с другими двумя альбомами Pink Missundaztood (2001) и Try This (2003); однако в первую неделю продаж I’m Not Dead имел меньший успех. I’m Not Dead хуже всех распродавался в США, и выпал из Billboard 200 после двадцати трех недель. В декабре 2007 года он был распродан 1.15 миллионами копий. По данным чарта 12 декабря 2009 альбом снова вошёл в Billboard 200 на #172, это была 88 и последняя неделя I’m Not Dead в этом чарте.
I’m Not Dead дебютировал третьей строчкой в чарте Великобритании, продажи диска составили 39,892 копий, диск стал девятым, самым продаваемым альбомом 2006 года в Великобритании с продажами в 848 000 копий; в январе 2007 он был сертифицирован трижды платиновым по данным BPI по количеству продаж — 900 000 копий. К 20 мая 2007 продажи альбома перевалили за один миллион. Диск провёл 84 недели в топ-75 и был распродан в количестве более 1,125 миллиона копий. 12 октября он снова вошёл в великобританский альбомный чарт топ-100 на 99 строке.
В Австралии после 26 недель релиза I’m Not Dead занял 1 строчку, став первым альбомом номер один Pink; он вернулся на первую строчку, на 61 неделе в австралийском ARIA-чарте. Альбом провел рекордные 62 недели подряд в топ-10 I’m Not Dead стал самым успешным, на тот момент, альбом Pink в Австралии, он стал вторым самым продаваемым альбомом за период 2006—2007 гг., продаваемым альбомом номер один по данным ARIA американской артистки того года, и попал на 5 строку. Согласно Australian-chart.com, 16 июня 2008 альбом снова вошёл в чарт на 35 строке, на 94 неделе австралийских чартов. С тех пор как альбом вернулся в ARIA, он возобновился на 99 неделе 21 июня 2008. На 100 неделе чарта I’m Not Dead был сертифицирован 9 раз Платиновым с продажами в 630 000 копий. В апреле I’m Not Dead был сертифицирован 11 x Платиновым с продажами более 770 000 копий. Альбом стал третьим самым продаваемым альбомом в Австралии за декаду 2000 гг.
В Канаде альбом дебютировал второй строкой с продажей 13 000 копий на первой неделе, а CRIA сертифицировал его платиновым за продажи более чем 100 000 копий. В Новой Зеландии альбом достиг номера один на 37 недели в чарте. Он достиг топ-10 в восьми странах, номера один в Германии и был сертифицирован золотым, платиновым или мультиплатиновым в более, чем 17 странах.

## Продвижение

### Синглы
До того, как «Stupid Girls» был выбран главным синглом альбома, были сняты клипы для него и «U + Ur Hand», который стал третьим синглом.
- Выпущенный в феврале — марте 2006, «Stupid Girls» достиг 13 строки в американском Billboard Hot 100 — став самым большим хитом Pink с 2002 года — и попал в топ-5 в Великобритании и Австралии. Это был постоянный предмет обсуждения, Pink пришла в «Шоу Опры Уинфри», чтобы обсудить, что она назвала «эпидемией глупых девушек»; в песне она сожалеет о недостатке хороших образцов для подражания для девушек, подстрекая их культивировать независимость. Песня была номинирована на Grammy Award в категории Лучшее Женское Поп Вокальное Исполнение.
- «Who Knew» был выпущен вторым синглом в мае 2006 и сначала провалился в американском Billboard Hot 100, но позже дебютировал 95 строкой в марте 2007. Он был снова выпущен в США в июне 2007, и достиг пика на 9 строке к середине сентября. Он достиг топ-10 в других странах, включая Великобританию и Австралию.
- Третий сингл «U + Ur Hand» продержался 3 месяца в чарте the Hot 100 и достиг пика на 9 строке в апреле 2007, став неожиданным хитом. Он достиг топ-20 во многих странах Европы и Австралии с августа по сентябрь 2006 года. Это самый успешный сингл с альбома, он подогрел интерес к продажам альбома и получил Платиновую сертификацию.
- Четвёртый сингл «Nobody Knows» был выпущен вне США. В ноябре он достиг топ-40 в Великобритании и Австралии.
- Песня «Dear Mr. President» привлекла общественность, и было убеждение среди фанатов, что это будет сингл, но Pink сказала, что не будет релиза «Dear Mr. President» как сингла, потому что она не хотела. Чтобы люди думали, что это публичная показуха[40]. В Бельгии акустическая версия песни была выпущена как цифровой сингл в конце 2006 года, и достигла номера один в чарте Ultratop. В Великобритании «Dear Mr. President» был выпущен только цифровым синглом вместе с «Leave Me Alone (I'm Lonely)». Он достиг в Великобритании топ-40, также был в топ-5 в Австралии, где он стал 5 хитом топ-5 с I’m Not Dead.
- Седьмой сингл «'Cuz I Can» был выпущен в цифровом формате в Австралии, и достиг топ-20 в чарте цифровых треков[41].
- «I’m Not Dead» планировался как международный релиз, как восьмой и финальный сингл альбома. Однако из-за следующих проектов Pink релиз был отменён, он был перемещён из-за релиза «So What», главного сингла с Pink из альбома Funhouse.

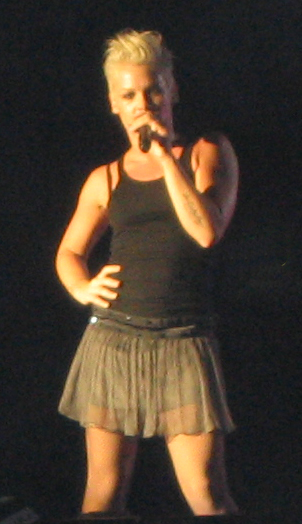
Пинк выступает в октябре 2006 в туре I’m Not Dead

### Турне
Pink начала свой тур по Северной Америке I'm Not Dead Tour 24 июня 2006 в Чикаго (Иллинойс), и закончила в Далласе (Техас) после 20 выступлений. Она начала свой европейский тур 8 сентября в том же году в Стамбуле; он состоял из 52 выступлений, его окончание было назначено в Милане 21 декабря. Концерт на DVD этого этапа тура Pink: Live from Wembley Arena был выпущен в апреле 2007. В 2007 Pink вернулась в США, чтобы сопровождать Джастина Тимберлейка в его туре FutureSex/LoveShow.
Она начала продавать билеты на тур в апреле 2007, и были назначены дополнительные даты, чтобы соответствовать высоким требованиям. Австралийский этап тура включил рекордные 35 выступления на арене, продав около 307 000 билетов — он стал самым успешным туром на сцене в истории Австралии артистки. Pink сделала ещё один рекорд, став единственной артисткой, которая выступила на 7 шоу подряд в Сиднее. Австралийский Sony BMG выпустил специальную запись с тура I’m Not Dead 17 марта 2007 — на нём есть оригинальный альбом с двумя бонусными треками и DVD, на котором живые выступления и клипы.

### Другой промоушен
28 марта 2006 официальный сайт MTV сделал превью-альбом в рубрике «Утечка», где кто-нибудь может послушать альбом за неделю до релиза в магазины. В том же месяце Pink исполнила песни из альбома во время живого выступления, показанного по MTV в Нью-Йорке. «Who Knew» была использована в промоушене для телевизионного шоу на ABC October Road в марте 2007; последующий рост цифровых продаж песни был важен для появления в американском Hot 100. Песня «I’m Not Dead» была использована в эпизоде последнего сезона телевизионного шоу Зачарованные. «Dear Mr. President» было использовано во время закрытия в финале четвёртого сезона сериала The L Word.
4 декабря 2007 было выпущено издание альбома под названием I’m Not Dead: Platinum Edition.

## Список композиций
| №   | Название                                                           | Автор(ы)                               | Длительность |
| --- | ------------------------------------------------------------------ | -------------------------------------- | ------------ |
| 1.  | «Stupid Girls»                                                     | Pink, Билли Манн, Робин Мортенсен Линч | 3:17         |
| 2.  | «Who Knew»                                                         | Pink, Макс Мартин,Лукаш Готтвальд      | 3:28         |
| 3.  | «Long Way to Happy»                                                | Pink, Бутч Уолкер                      | 3:49         |
| 4.  | «Nobody Knows»                                                     | Манн, Pink                             | 3:59         |
| 5.  | «Dear Mr. President (при участии Indigo Girls)»                    | Pink, Манн                             | 4:33         |
| 6.  | «I’m Not Dead»                                                     | Pink, Манн                             | 3:46         |
| 7.  | «'Cuz I Can»                                                       | Pink, Манн, Лукаш Готтвальд            | 3:43         |
| 8.  | «Leave Me Alone (I'm Lonely)»                                      | Pink, Уолкер                           | 3:18         |
| 9.  | «U + Ur Hand»                                                      | Pink, Мартин, Лукаш Готтвальд, Рами    | 3:34         |
| 10. | «Runaway»                                                          | Pink, Манн                             | 4:23         |
| 11. | «The One That Got Away»                                            | Pink, Манн                             | 4:42         |
| 12. | «I Got Money Now»                                                  | Pink, Майк Элизондо                    | 3:55         |
| 13. | «Conversations with My 13 Year Old Self»                           | Pink, Манн                             | 3:50         |
| 14. | «Centerfold»                                                       | Pink, Грег Керстин, Кэти Деннис        | 3:47         |
| 15. | «Fingers»                                                          | Pink, Манн                             | 3:44         |
| 16. | «I Have Seen the Rain (при участии Джемса Т. Мура) (Скрытый Трек)» | Pink,                                  | 3:30         |
| 17. | «Heartbreaker (Американский платиновый выпуск)»                    | Pink                                   | 3:29         |
| 18. | «U + Ur Hand (Американский платиновый выпуск)»                     | Pink                                   |              |
| 19. | «U + Ur Hand» (Beatcult Remix) (Выпуск с австралийского тура)»     | Pink                                   |              |
| 20. | «Who Knew (Bimbo Jones Radio Edit) (Выпуск с австралийского тура)» | Pink                                   |              |

### Ограниченный выпуск Бонусного DVD
Британский Двойной диск
1. Полный альбом в 5.1 Surround Sound & Enhanced Stereo
2. Предпросмотр концерта Live in Europe на DVD
3. Интервью с Pink
4. Pink Представляет: The Stupid Girls
5. Клип «Stupid Girls»
6. «Stupid Girls»: Не вошедшее

Выпуск с австралийского тура
1. «Stupid Girls» — видео
2. «Who Knew» — видео
3. «U + Ur Hand» — видео
4. «Nobody Knows» — видео
5. «Dear Mr. President» — вживую
6. «Leave Me Alone (I’m Lonely)» — вживую
7. «Stupid Girls» — за сценой
8. «U + Ur Hand» — за сценой

Американский Платиновый Выпуск
1. «Stupid Girls» — за сценой
2. «U + Ur Hand» — за сценой
3. «Stupid Girls» — видео
4. «U + Ur Hand» — видео
5. «Who Knew» — видео
6. «Nobody Knows» — видео
7. «Dear Mr. President» — видео
8. «U + Ur Hand» — выступление вживую
9. «Who Knew» — выступление вживую
10. «Just like a Pill» — выступление вживую
11. «Dear Mr. President» real indigo girlz — выступление в студии

## Чарты и сертификации
| Чарт (2006/2007)                | Наивысшая позиция | Сертификация | Продажи     |
| ------------------------------- | ----------------- | ------------ | ----------- |
| Американский Billboard 200      | 6                 | Платина      | 1,442,458+  |
| Австралийский ARIA Charts       | 1                 | 11× Платина  | 770,000+    |
| Австрия                         | 1                 | Платина      | 20,000+     |
| Бельгия                         | 3                 | Платина      | 30,000+     |
| Canadian Albums Chart           | 2                 | Платина      | 100,000+    |
| Дания                           | 13                | Золото       | 15,000+     |
| European Top 100 Albums         | 1                 | 2× Платина   | 3,000,000   |
| Финляндия                       | 3                 | Золото       | 16,000+     |
| Франция                         | 7                 | Платина      | 245,400+    |
| Германский Media Control Charts | 1                 | 3× Платина   | 600,000+    |
| Венгрия                         | 9                 | Платина      | 20,000+     |
| Ирландия                        | 9                 | 3× Платина   | 45,000+     |
| Японский Oricon                 | 19                |              | 38,000+     |
| Нидерландский Megacharts        | 5                 |              | 25,000+     |
| Новозеландский RIANZ            | 1                 | 2× Платина   | 30,000+     |
| Норвегия                        | 4                 |              |             |
| Россия                          | 1                 | 2× Платина   | 100,000+    |
| Швеция                          | 7                 | Золото       | 20,000+     |
| Швейцария                       | 1                 | 2× Платина   | 60,000+     |
| UK Albums Chart                 | 3                 | 4× Платина   | 1,200,000+1 |

| Страна             | Позиция |
| ------------------ | ------- |
| 2006               |         |
| Глобальные продажи | 17      |
| Австралия          | 2       |
| Франция            | 46      |
| Германия           | 9       |
| Великобритания     | 11      |
| США                | 130     |
| 2007               |         |
| Австралия          | 2       |
| Бельгия (Flanders) | 32      |
| Франция            | 49      |
| Германия           | 7       |
| Новая Зеландия     | 10      |
| США                | 96      |
| 2008               |         |
| Австралия          | 36      |
| 2009               |         |
| Австралия          | 24      |

### Decade-End Charts
| Страна      | Позиция |
| ----------- | ------- |
| 2000-е годы |         |
| Австралия   | 3       |

Примечания:
- 1 Продажи к 24 февраля 2008 остановились на 1,173,564. После этого «I’m Not Dead» должен был быть около 1.2 миллиона продаж в Великобритании, а затем получил четырежды платиновую сертификацию.

| Мировые продажи |
| --------------- |
| 6,600,000       |

## Над альбомом работали
- P!nk: Продюсер, вокал, бэк-вокал, клавишные, пианино
- Адеам Хокинс: Микширование
- Эл Клэй: Микширование
- Эми Рэй: Бэк-вокал
- Энди Тиммонс: Гитара
- Бет Коэн: Бэк-вокал
- Билли Манн: Бэк-вокал, гитара, пианино, аранжировщик оркестра, барабаны
- Бутч Уолкер: Бэк-вокал, дополнительное программирование, гитара, басы
- Кристофер Рохас: Микширование, программирование клавишных, скрипки, программирование барабанов, гитара, басы, бэк-вокал
- Дэн Чейз: Программирование клавишных, программирование барабанов
- Дэн Уорнер: Электрическая гитара
- Эмили Салирс: Бэк-вокал, гитара
- Фермио Эрнандес: Ассистент микс-инженера
- Джефф Санелли: Гитара, басы, синтезатор
- Джефф Филипс: Гитара
- Джоуи Варонкер: Барабаны
- Джон Хейнс: Дополнительный Pro Tools-инженер
- ДЖастин Мелдал-Джонсен: Басы
- Лассе Мартен: Барабаны
- Ли Левин: Барабаны
- Леон Пендарвис: Аранжировщик оркестра, дирижёр
- Лукаш Готтвальд: Программирование гитары, программирование барабанов
- Макс Мартин: Программирование клавишных, программирование гитары, программирование барабанов
- Майк Элизондо: Дополнительное программирование, программирование клавиатуры, клавиатура, гитара
- Никлас Оловсон: Программирование барабанов, басы
- Моликьюлс: Приглашенный MC
- Милайоус Джонсон: Барабаны
- Пит Уоллас: Программирование клавиатуры, программирование барабанов, гитара, пианино, ударные
- Рафаэль Морейра: Гитара
- Робин Линч: Гитара
- Рок Райда: DJ
- Сербан Геня: Микширование песни
- Шон Пелтон: Барабаны
- Стивен Вольф: Дополнительное программирование, бубен
- Тим Робертс: Ассистент микс-инженера
- Том Лорд-Альдж: Микширование песни
- Том Таломаа: Ассистент микс-инженера
- Том Койн: Мастеринг
- Том Кэдли: 5.1-микширование
- Марк Ринальди: Ассистент, 5.1-микширование
- Марк Уайлдер: 5.1-мастеринг